# Hans Grohs
Hans Friederich Groß (* 12. Dezember 1892 in Pahlen; † 28. November 1981 in Heide (Holstein)) war ein deutscher Maler (Expressionist) und stellvertretender Direktor an der Nordischen Kunsthochschule in Bremen.

## Biografie
Groß war der Sohn eines Schifferknechts und wuchs mit drei Geschwistern in einfachen Verhältnissen auf. Er besuchte die Dorfschule und erlernte dann das Malerhandwerk. Er arbeitete als Geselle in Hildesheim und besuchte in Abendkursen die dortige Kunstgewerbeschule. 1913 studierte er in Königsberg an der Kunstakademie Königsberg.
Im Ersten Weltkrieg war er bis 1915 Soldat und studierte nach einer Verwundung ab 1915 in Weimar an der Kunstakademie Weimar. Er war Schüler von Fritz Mackensen. 1920 stellte Groß in der Kunsthalle zu Kiel aus und danach in Düsseldorf, Elberfeld, Hamburg und Berlin. Ab 1926 war er, gemeinsam mit seiner zweiten Ehefrau Elma Groß-Hansen, Mitglied in der Künstlergruppe De Warft.
Seine expressionistischen Werke sollten später von den Nationalsozialisten als „entartet“ diskreditiert werden, und 1937 wurden im Rahmen der deutschlandweiten konzertierten Aktion „Entartete Kunst“  aus dem Stadtbesitz von Berlin, dem Nissenhaus Husum, dem Pfälzischen Gewerbemuseum Kaiserslautern, der Kunsthalle zu Kiel, dem Schlossmuseum Weimar und der Städtischen Bildergalerie Wuppertal-Elberfeld Arbeiten Groß’ beschlagnahmt. Nahezu alle wurden vernichtet.
Groß wurde von dem Gründungsdirektor der NKH Fritz Mackensen nach Bremen als Hochschullehrer berufen. Er war ab April 1930 Mitglied der NSDAP und gehörte seit der Gründung der NKH (1934) zu deren Lehrkörper. Über lange Jahre war er stellvertretender Direktor und für kurze Zeit kommissarischer Direktor (beim Übergangs von Horn zu Hengstenberg). 1932 veröffentlichte Groß im Selbstverlag Der Weg zur nordischen Kunst. In seinem Lebenslauf für die Bewerbung an die Nordische Kunsthochschule schrieb er 1934: „Nach der Entlassung (aus dem Lazarett) gehe ich auf die Hochschule für bildende Künste in Weimar als Meisterschüler von Mackensen. Die Revolution macht aus der ehrwürdigen Hochschule das Bauhaus. Angeekelt von der Unaufrichtigkeit und dem antideutschen Wesen seines Betriebes verlasse ich unter Protest das Bauhaus und fliehe in die Einsamkeit meiner Dithmarsischen Heimat. […] In der Bewegung Adolf Hitlers bin ich neben meiner künstlerischen Tätigkeit als Kreiskulturwart Dithmarschens tätig. In den schweren Zeiten des Kampfes – 1930, 1931 und 1932 – spreche in allen Städten Schleswig-Holsteins in größeren Versammlungen für die kulturelle Sendung der NSDAP.“ In Bremen hatte er zudem den Posten eines Kreishauptstellenleiters für Kultur im Propagandaamt der Kreisleitung der NSDAP inne. Nach 1945 wurde er hierfür einen Monat in dem Internierungslager Riespott interniert.
Er war ab 1935 in Bremen Kreiskulturwart, habe aber seinen Einfluss bei der Ausstellung Bremen – Schlüssel zur Welt nicht geltend machen können, da „die Halle der Partei […] von einem Berliner Künstler ausgestaltet“ wurde. Folge dieses Konfliktes war es, dass er vom Präsidenten der Reichskammer der bildenden Künste unter Ausstellungsverbot gestellt wurde und man seine von der Kunsthalle Kiel angekauften Bilder entfernt habe, mit der Begründung, dass „sie […] als entartet [galten].“ Er durfte nach einer Aussprache beim Gauleiter Carl Röver seine Lehrtätigkeit fortsetzen.
Diese Aussagen Groß’ nach 1945 in seinem Entnazifizierungsverfahren stehen in einem Gegensatz zu zeitgenössischen Zeitungsartikeln. Unter dem Titel „Ausdruckswerte der figürlichen Malerei. Bremer Künstler am Werk“ berichteten die Bremer Nachrichten 1938 über Groß, der Weimar verlassen habe, weil die „zum ‚Bauhaus‘ umgewandelte Kunsthochschule seinem deutschen Fühlen nicht mehr entsprach“. Sein Hauptarbeitsgebiet sei die figürliche Wandmalerei, wie er „erst kürzlich in der Halle des Staates auf der Ausstellung ‚Bremen – Schlüssel zur Welt‘“ unter Beweis gestellt habe. „Großangelegte Fresken“ befänden sich in Kiel, im Landratsamt Flensburg und im Museum Meldorf. Überschwänglich betont der Berichterstatter, das Groß ein „vielgestaltiges Werk […] überblicken“ könne, „das seine zwingende Mitte in der unlöslichen Verbindung mit der Heimat“ habe. „Ernst und verantwortungsbewusst neigt sich Hans Groß der deutschen Sendung, die sich in seinen Werken auf eigendste Weise offenbart.“

### Nach 1945
Nach 1945 versuchte Groß sein frühes Engagement für die Nationalsozialisten abzuschwächen, und seine Rolle als  „entarteter“ Künstler zu betonen. In seinem „Antrag auf Rehabilitierung des Kunstmalers Hans Groß“ rechtfertigte er seine Haltung während der NS-Zeit mit seinem Lebensweg.  Zur Erklärung der NS-Mitgliedschaft schrieb er: „Ich glaubte in der aufkommenden Bewegung der nationalsozialistischen deutschen Arbeiterpartei einen Ausweg aus Not und Arbeitslosigkeit der breiten Masse zu sehen und eine Auflebung des gotischen Geistes in der Kunst unserer Zeit. Ich glaubte als Künstler und Idealist recht zu handeln als ich mich 1930 der NSDAP anschloss und die kulturelle Betreuung Dithmarschens übernahm.“ Beachtlich ist jedoch, welche Wandlung er vollzog. Waren es in seinem Lebenslauf noch der ‚Ekel‘ und das „antideutsche[…] Wesen“ der zeitgenössischen Kunst, so wird nach 1945 daraus die „Auflebung des gotischen Geistes in der Kunst unserer Zeit“. Bei der Entnazifizierung wurde Groß 1948 als Mitläufer eingestuft.

### Vergessene NS-Vergangenheit
Diese NS-Vergangenheit Groß’ ist weitgehend vergessen. In den USA sieht man in Groß primär den „entarteten“ Künstler. Groß wurde 1978 durch den Direktor des Birmingham Museum of Art (USA), John David Farmer, mit den Worten exkulpiert: „With Hitler’s ascendance, Grohs [amerikanische Schreibweise] suffered as did all other progressive artist in Germany. His works were confiscated and destroyed and he was forbidden to paint as before.” Und die Dithmarscher Landeszeitung schrieb 1984 in einem Artikel: „Nach Angaben seiner Tochter ist er auch Mitglied der NSDAP gewesen, jedoch seien alle Behauptungen, er habe sich für die Ziele der Partei engagiert, verleumderisch.“